# 카르치주

카르치 주의 위치

카르치주(스페인어: Provincia de Carchi)는 에콰도르 북부에 위치한 주로 주도는 툴칸이며 면적은 3,780.45km2, 인구는 164,524명(2010년 기준), 인구 밀도는 44명/km2이다. 1880년 11월 19일에 신설되었으며 6개 지방 자치체를 관할한다. 동쪽으로는 수쿰비오스 주, 남쪽으로는 임바부라 주, 서쪽으로는 에스메랄다스 주와 접하며 북쪽으로는 콜롬비아와 국경을 접한다.

주기

## 같이 보기
- 에콰도르의 주